# Campeonato Mundial de Piragüismo en Maratón de 2003
El XI Campeonato Mundial de Piragüismo en Maratón se celebró en Valladolid (España) entre el 27 y el 28 de septiembre de 2003 bajo la organización de la Federación Internacional de Piragüismo (ICF).

## Resultados

### Masculino
| Evento | Oro                                                  | Plata                                                                  | Bronce                                                                  |
| ------ | ---------------------------------------------------- | ---------------------------------------------------------------------- | ----------------------------------------------------------------------- |
| C1     | Bertrand Hemonic Francia 3:22:06,260                 | Pavel Bednar · República Checa · 3:22:11,620                           | Lionel Dubois Dunilac Francia 3:22:34,670                               |
| C2     | Edvin Csabai · Attila Gyore · Hungría · 3:04:27,830  | José Alfredo Bea · David Mascato · España · 3:04:50,800                | Jan Machac · Viktor Jirasky · República Checa · 3:06:16,840             |
| K1     | Hank McGregor Sudáfrica 2:54:07,110                  | Attila Jambor · Hungría · 2:54:08,780                                  | Anthony Stott Sudáfrica 2:54:10,700                                     |
| K2     | Istvan Salga · Attila Jambor · Hungría · 2:43:21,080 | Manuel Busto Fernández · Javier Hernanz Agüería · España · 2:43:21,920 | Jorge Alonso González · Santiago Guerrero Arroyo · España · 2:43:23,260 |

### Femenino
| Evento | Oro                                                 | Plata                                                | Bronce                                                   |
| ------ | --------------------------------------------------- | ---------------------------------------------------- | -------------------------------------------------------- |
| K1     | Renata Csay · Hungría · 3:12:47,380                 | Mara Santos · España · 3:18:49,350                   | Jenny Spencer Reino Unido 3:18:55,870                    |
| K2     | Renata Csay · Linda Benedek · Hungría · 3:00:18,540 | Anne Lolk Thomsen Mette Barfod Dinamarca 3:02:54,540 | Zsuzsanna Giczy · Orsolya Harkai · Hungría · 3:06:43,080 |

## Medallero
| Núm. | País            | Oro | Plata | Bronce | Total |
| ---- | --------------- | --- | ----- | ------ | ----- |
| 1    | Hungría         | 4   | 1     | 1      | 6     |
| 2    | Sudáfrica       | 1   | 0     | 1      | 2     |
| 2    | Francia         | 1   | 0     | 1      | 2     |
| 4    | España          | 0   | 3     | 1      | 4     |
| 5    | República Checa | 0   | 1     | 1      | 2     |
| 6    | Dinamarca       | 0   | 1     | 0      | 1     |
| 7    | Reino Unido     | 0   | 0     | 1      | 1     |
|      | TOTAL           | 6   | 6     | 6      | 18    |